# Rhamphomyia opacithorax
Rhamphomyia opacithorax är en tvåvingeart som beskrevs av Malloch 1923. Rhamphomyia opacithorax ingår i släktet Rhamphomyia och familjen dansflugor. Inga underarter finns listade i Catalogue of Life.